# Krzysztof Dominik Cieszkowski
Krzysztof Dominik Cieszkowski herbu Dołęga (zm. w 1720 roku) – kasztelan sochaczewski w 1716 roku, podkomorzy czernihowski w latach 1709-1716, chorąży nowogrodzkosiewierski w latach 1696-1709, rzekomy stolnik łęczycki w 1672 roku.
Poseł sejmiku czernihowskiego na sejm 1677 roku.